# Карл Улльріх
Карл Улльріх (нім. Karl Ullrich; 1 грудня 1910, Сарргемін — 8 травня 1996, Бад-Райхенгалль) — німецький офіцер Ваффен-СС, оберфюрер СС, кавалер Лицарського хреста Залізного хреста з Дубовим листям.

## Ранні роки
Карл Улльріх народився 1 грудня 1910 року в місті Сарргемін. 1 листопада 1931 року Улльріх вступив в НСДАП (партійний квиток № 715 727), а 1 квітня 1932 року в СС (службове посвідчення № 31 438). У січні 1934 року Карла перевели до Частин посилення СС, попередника Ваффен-СС. У 1936 році закінчив юнкерське училище СС в Брауншвейзі. З квітня 1936 року Карл Улльріх служив в саперному штурмбанні СС, спочатку був командиром взводу, а з квітня 1938 — 3-го штурму.

## Друга світова війна
У складі дивізії СС «Тотенкопф», Карл Улльріх взяв участь в Польській і Французькій кампаніях, а також в боях на Східному фронті. З 9 листопада 1941 був командиром саперного батальйону СС «Тотенкопф», а з 1943 року — 6-го панцергренадерського полку СС «Теодор Ейке».
9 жовтня 1944 року призначений командиром 5-ї танкової дивізії СС «Вікінг». 4 листопада 1944 року видав окремий наказ-подяку до українських добровольців, які служили в дивізії:
Вояки-Добровольці проти большевиків!
Три тижні важких боїв вже позаду. Ви сумлінно сповнили свій обов'язок, утримуючи фронт перед багато переважаючими ворожими силами.
Щойно Райхсфюрер СС видав наказ про ваше одлучення від Дивізії "Вікінґ" і повернення до Галицької СС-Добровольчої Дивізії. Я дякую вам за вашу посвяту й рішучість у протибольшевицькій боротьбі і бажаю вояцького щастя у Дивізії "Галичина" до остаточної перемоги над нашим відвічним ворогом - Большевизмом.
Підпис: Ульріх Штандартенфюрер СС Командир Дивізії
У травні 1945 року на чолі залишків дивізії СС «Вікінг» відійшов через Угорщину та Чехословаччину в Австрію, де здався англо-американським військам.

## Життя після війни
Після звільнення Улльріх жив у Західній Німеччині і помер в місті Бад-Райхенгалль 8 травня 1996 року.
Після війни Ульріх написав книгу "Як скеля в океані: Історія 3-ї танкової дивізії СС "Тотенкопф", в якій він стверджував, що лише один член дивізії "Тотенкопф" скоїв воєнний злочин.

## Звання
- Штурмбаннфюрер СС (2 жовтня 1938)
- Оберштурмбаннфюрер СС (20 квітня 1942)
- Штандартенфюрер СС (29 липня 1944)
- Оберфюрер СС (20 квітня 1945)

## Нагороди
- Спортивний знак СА в бронзі
- Німецька імперська відзнака за фізичну підготовку в бронзі
- Йольський свічник
- Кільце «Мертва голова»
- Почесна шпага рейхсфюрера СС
- Медаль «У пам'ять 13 березня 1938 року»
- Медаль «У пам'ять 1 жовтня 1938» із застібкою «Празький град»

- Залізний хрест (1939)
  - 2-го класу (18 травня 1940)
  - 1-го класу (1 липня 1940)
- Нагрудний знак «За участь у загальних штурмових атаках» в сріблі
- Медаль «За зимову кампанію на Сході 1941/42»
- Дем'янський щит
- Нагрудний знак ближнього бою в бронзі
- Лицарський хрест Залізного хреста з Дубовим листям
  - Лицарський хрест (19 лютого 1942) як штурмбаннфюрер СС і командир саперного батальйону СС «Тотенкопф»
  - Дубове листя (№ 480) (14 травня 1944) як оберштурмбаннфюрер СС і командир 6-го панцергренадерського полку СС «Теодор Ейке»